# テル・ミー・ホエン
「テル・ミー・ホエン」(Tell Me When)は、ヒューマン・リーグが1994年にリリースしたシングル。

## 概要
7枚目のスタジオ・アルバム『オクトパス』からリードシングルとしてリリースされた。イーストウエストへの移籍第一弾シングル。
イギリスでは6位を記録、2023年現在最後にトップ10入りしたシングル。アメリカでは31位を記録。

## トラックリスト
| #  | タイトル                                           | 作詞 | 作曲・編曲 |
| -- | -------------------------------------------------- | ---- | ---------- |
| 1. | 「テル・ミー・ホエン（7インチ・エディット）」      |      |            |
| 2. | 「テル・ミー・ホエン（ミックス・ワン）」           |      |            |
| 3. | 「君に、胸キュン。（YMO vs. ヒューマン・リーグ）」 |      |            |
| 4. | 「ザ・バス・トゥ・クルックス」                     |      |            |

| #  | タイトル                                                   | 作詞 | 作曲・編曲 |
| -- | ---------------------------------------------------------- | ---- | ---------- |
| 1. | 「テル・ミー・ホエン（ミックス・ツー）」                   |      |            |
| 2. | 「テル・ミー・ホエン（レッド・ジェリー・ミックス）」       |      |            |
| 3. | 「テル・ミー・ホエン（ストリクトリー・ブラインド・ダブ）」 |      |            |
| 4. | 「テル・ミー・ホエン（オーヴァーワールド・ミックス）」     |      |            |
| 5. | 「テル・ミー・ホエン（ミックス・ワン）」                   |      |            |

## チャート
| チャート（1995年）               | 最高順位 |
| -------------------------------- | -------- |
| イギリス（全英シングルチャート） | 6        |
| アメリカ（Billboard Hot 100）    | 31       |